# Hanul Ancuței (okręg Neamț)
Hanul Ancuței – wieś w Rumunii, w okręgu Neamț, w gminie Tupilați. W 2011 roku liczyła 25 mieszkańców.